# Канар, Мариус
Мариус Канар (фр. Marius Canard, 26 декабря 1888, Драси-Сен-Лу, Сона и Луара, Третья Французская республика — 13 сентября 1982, Дюэн, Верхняя Савойя, Франция) — французский исламовед и историк (медиевист, востоковед-арабист, византинист и арменист), переводчик. Эмерит-профессор Алжирского университета. Один из авторов «Энциклопедии ислама».
Офицер французской армии в годы Первой мировой. Член-корреспондент Баварской академии наук (1955), иностранный член Британской академии (1972). Кавалер ордена Почётного легиона (высшая награда Франции), ордена Академических пальм и Военного креста с серебряной звездой.

## Образование и служба в армии
Мариус Канар родился 26 декабря 1888 года в маленьком городке Драси Сен Лу в департаменте Сона и Луара, Франция. Его отец был школьным учителем. Своё первоначальное образование Канар получил в коллеже имени Бонапарта в Отёне после чего временно обучался в Лионском университете на факультете письма и языковедения, где изучал арабский, турецкий и персидский языки. Его наставником был профессор Гастон Виет, крупный языковед-востоковед. Закончив обучение, он начал работу в системе среднего образования Франции.
В 1913 году Мариус получил должность профессора в Тулонском лицее. С началом Первой мировой войны в 1914 году он по собственному желанию оставил должность и записался в действующую армию. Мариус проходил службу в 16-м кавалерийском полку, поскольку с детства занимался конной ездой. В нём он провёл всю войну, которую Франция окончила в 1918 году победой. В армии Мариус получил звание офицера и много ездил с поручениями по Лотарингии и Шампани. За успехи в выполнении приказов он был награждён Военным крестом с серебряной звездой. После заключения перемирия Мариус вместе с полком располагался в Тулузе вплоть до июля 1919 года перед тем, как окончательно вернуться к гражданской жизни. По собственному желанию он был отправлен в Марокко, где провёл год в Касабланке и решил связать свою жизнь с востоковедением.

## Научная карьера
В 1920 году Мариус вернулся в Лион, где получил должность преподавателя в средней школе Lycée du Parc. Там он продолжил изучение арабского языка, а затем вновь поступил к профессору Виету в Лионский университет, где начал более углублённо готовиться к работе по изучению восточной истории. Вместе с ней он изучал санскрит. В университете между двумя учёными началась дружба, которая продолжалась вплоть до смерти Вита в 1971 году. В рамках обучения Мариус читал работы об «арабском рыцарстве», такие как «Делхема», эпопея об арабо-византийских войнах и сильно на него повлиявшие «Сказки тысячи и одной ночи», а также научные работы и первоисточники по арабо-византийским отношениям. Окончив Лионский университет, Мариус поступил в Национальный институт восточных языков и культур, диплом которого получил уже в 1924 году. Здесь его пути пересеклись с профессором Вильяме Марсесом, который ранее также работал в Марокко. Мариус стал близким другом и соратником его младшего брата, Жоржа, с которым работал на протяжении последующих тридцати лет. По предложению Вильяме, в 1926 году он вновь отправился в Северную Африку, где преподавал год в качестве профессора Тунисского лицея. В 1927 году Мариус отправился в Алжир, где получил должность профессора истории исламской цивилизации факультета языковедения и литературы Алжирского университета, где и провёл всю свою карьеру, обучив большое количество студентов из стран Африки и самой Франции.
В 1934 году вместе с Георгом Марсесом Мариус основал в составе университета Институт восточной истории, языков и рукописей. Многие его статьи, имеющие большое значение для востоковедения в целом, были опубликованы в «Анналах» института, а ряд книг стали основными в его ведущих востоковедческих сериях. Мариус выступал с докладами на многих конгрессах арабистов, востоковедов и византинистов мира, отработав в институте 44 года, после чего в 1961 году вышел на пенсию как эмерит и поселился в Париже. Там он проводил зимы в Сен-Клу, а летом жил недалеко от старого города Анси. Мариус был последним крупным профессором университета, который был реогранизован после того, как страна обрела независимость от Французской республики. Находясь на пенсии, он всё ещё «кипел энергией», благодаря чему продолжил изучение востоковедения и других дисциплин. Тогда же Мариус начал изучение новой для себя арменистики. Его статьи публиковались в Revue des Études Arméniennes, одном из ведущих журналов по средневековой и классической истории Армении, а какое-то время он и вовсе входил в состав его редакторского комитета. Мариус участвовал во многих конференциях, включая арменоведческие, а также писал научные книги по востоковедению, византинистике и арменистике.
Мариус получил большое количество наград, однако от не меньшего числа отказался. Он был членом многих научных обществ, в частности в 1955 году принял приглашение присоединиться в качестве член-корреспондента к Баварской академии наук, а в 1972 — к Британской академии. Годом ранее Мариус принял из рук президента Франции высшую награду республики — Орден Почётного легиона, а также ряд других, включая Орден Академических пальм. По словам историка и исламоведа-шиитоведа Фархада Дафтари, Мариус пользовался уважением всех студентов и коллег, а также «записал себя в анналы современного востоковедения».

## Работы
Первоначально Мариус исследовал путь шиитской арабской династии Хамданидов, которая правила эмиратами Алеппо (Сирия) и Мосул (Ирак) в IV веке хиджры. Уже в 1934 году он перевёл и опубликовал ряд важных первичных источников о правлении Сайф ад-Даула Али I (947—967), основателя сирийской ветви династии. В 1951 году закончил работу «Histoire de la dynastie des Hamdanides» (с фр. — «История хамданидской династии»), которую Дафтари назвал его «магнум опусом» и «нестареющей классикой». После этой книги Мариус стал работать над изучением «более западной страны» — Фатимидского Египта. В отличие от своих предшественников, которые нередко использовали более поздние подделки, Мариус всегда работал только с правильными первоисточниками и архивными документами, которые становились всё более доступными с 1930-х годов благодаря титаническим усилиям одного из основателей исмаилитоведения — русского и индийского историка-востоковеда Владимира Иванова и ряда других крупных деятелей. По словам Дафтари, это сделало Мариуса всемирно признанным авторитетом в области исмаилитоведения, истории халифата Фатимидов и востоковедения в целом. Вместе с такими учёными как Рудольф Штротманн, Луи Массиньон, Анри Корбен, Поль Краус, Бернард Льюис и Шамуэль Штерн он был одним из самых читаемых и авторитетных специалистов своего времени. При этом в своей книге Мариус рассмотрел не только историю династии, а ещё и географию Сирии в те годы. Учёный заострил своей внимание на взаимоотношениях между Хамданидами и их соседями: Византией, Арабским халифатом в Багдаде, Фатимидским халифатом и карматами, по сути давая в своей книге целостную картину межгосударственных отношений на Ближнем Востоке на тот момент. Мариус рассматривает в работе и культуру эмирата, которая, несмотря на разрушения в ходе войны, процветала благодаря усилиям двух придворных поэтов, Абу Фираса (представителя всё той же династии Хамданидов) и аль-Мутанабби. По мнению историка-востоковеда Мориса Годфруа-Демонбина, Мариус в своей работе максимально интересно рассказал историю одной из самых незаурядных династий Средневековья. Рецензент назвал этот труд максимально привлекательным и исчерпывающим.
В дальнейшем Мариус стал активно изучать сначала отношения Фатимидов с Византией, а затем и византийско-арабские отношения в целом. В своей исследовательской работе он сотрудничал с Анри Грегуаром, бельгийским специалистом по тематике, и вместе с ним приступил к своему по-настоящему крупному проекту. Под их редакцией вышел переработанный перевод классического произведения «Византія и арабы» русского византиниста Александра Васильева в двух томах. Работа состояла из трёх частей, две из которых вышли ещё до «Histoire de la dynastie des Hamdanides». Историк хорошо владел русским, греческим, армянским и немецким языками, благодаря чему смог расширить работу Васильева за счёт разного рода источников, которые тому были ещё не доступны. В XXI веке Васильев и Канар считаются двумя самыми крупными в истории исследователи арабо-византийских войн и отношений в целом, а их работа — фундаментальной и неустаревающей.
Статьи Мариуса, написанные за всю жизнь, в конце концов были выпущены в трёх сборниках. Другими важными его работами стали множество статей для «Энциклопедии ислама», включая статью о самом Фатимидском халифате, которую он написал единолично. Из под пера учёного вышло большое количество длинных статей и монографий, а также переводов с русского языка (включая многие статьи из «Временника»), некрологов русских и советских историков (включая З. М. Буниятова и И. Ю. Крачковского), рецензий на их работы (А. П. Ковалевского, Т. А. Шумовского, С. М. Бациевой, О. Б. Фроловой, А. Б. Куделина и т. д.) и отчётов с московских конференций.

### Основные работы
Автор одной монографии на основе диссертации и большого количества статей, скомпилированных в трёх сборниках:

#### Монографии
- Canard Marius. Histoire de la dynastie des hamdânides de Jazira et de Syrie :  [фр.] : en 2 vol.. — dissertation doctorale. — Algiers ; Paris : Presses universitaires de France, 1951. — XVI, 863 p. — (Publications de la Faculté des Lettres d‘Alger ; vol. 2/21). — OCLC 715397763.

#### Главы в коллективных работах
- Canard Marius. Quelques ‘à coté' de l’histoire des relations entre Byzance et les Arabes :  [фр.] // Studi orientalistici in onore di Giorgio Levi Della Vida :  [итал.] : in 2 vol. / Presentazione di Raffaele Ciasca[итал.]. — Roma : Istituto per l’Oriente, 1956. — Vol. I. — P. 98—119. — 508 p. — (Pubblicazioni dell’Istituto per l’Oriente ; vol. 52). — OCLC 491046912.
- Canard Marius. Quelques notes relatives à la Sicile sous les premiers califes fatimides :  [фр.] // Studi medievali in onore di Antonino de Stefano[итал.] :  [итал.] : in 2 vol.. — Palermo : Società siciliana per la storia patria, 1956. — Vol. 1. — P. 125—146. — XXIV, 585 p., 4 p. fig. — OCLC 2554100.
- Canard Marius. The Arab Expansion : The Military Problem // The Expansion of the Early Islamic State :  [англ.] / ed. by Fred M. Donner. — London ; New York : Routledge, 2008. — 386 p. — ISBN 978-1-315-23976-7. — doi:10.4324/9781315239767.

#### Сборники статей
- Canard Marius. Byzance et les musulmans du Proche Orient / preface de Cl. Cahen. — London: Variorum Reprints, 1973. — 536 p. — (Collected studies, CS 18). — ISBN 0-902-08950-1. — ISBN 978-0-902-08950-1.
- Canard Marius. Miscellanea Orientalia. — London: Variorum Reprints, 1973. — 700 p. — (Collected studies, CS 19). — ISBN 0-902-08951-X. — ISBN 978-0-902-08951-8.
- Canard Marius. L’Expansion arabo-islamique et ses répercussions. — London: Variorum Reprints, 1974. — 488 p. — (Collected studies, CS 31). — ISBN 978-0-902-80967-3. — ISBN 0-902-80967-9.

#### Статьи для «Энциклопедии ислама»
- al-ʿAwāṣim / Canard M. // Encyclopaedia of Islam. 2nd ed :  [англ.] : in 12 vol. / edited by H. A. R. Gibb; J. H. Kramers; E. Lévi-Provençal; J. Schacht; B. Lewis & Ch. Pellat. Assisted by S. M. Stern (pp. 1—330), C. Dumont and R. M. Savory (pp. 321—1359). — Leiden : E.J. Brill, 1986. — Vol. 1. — P. 761—762. (платн.)
- Bad̲j̲kam / Canard M. // Encyclopaedia of Islam. 2nd ed :  [англ.] : in 12 vol. / edited by H. A. R. Gibb; J. H. Kramers; E. Lévi-Provençal; J. Schacht; B. Lewis & Ch. Pellat. Assisted by S. M. Stern (pp. 1—330), C. Dumont and R. M. Savory (pp. 321—1359). — Leiden : E.J. Brill, 1986. — Vol. 1. — P. 866—867. (платн.)
- al-Baṭṭāl / Canard M. // Encyclopaedia of Islam. 2nd ed :  [англ.] : in 12 vol. / edited by H. A. R. Gibb; J. H. Kramers; E. Lévi-Provençal; J. Schacht; B. Lewis & Ch. Pellat. Assisted by S. M. Stern (pp. 1—330), C. Dumont and R. M. Savory (pp. 321—1359). — Leiden : E.J. Brill, 1986. — Vol. 1. — P. 1002—1003. (платн.)
- al-Basāsīrī / Canard M. // Encyclopaedia of Islam. 2nd ed :  [англ.] : in 12 vol. / edited by H. A. R. Gibb; J. H. Kramers; E. Lévi-Provençal; J. Schacht; B. Lewis & Ch. Pellat. Assisted by S. M. Stern (pp. 1—330), C. Dumont and R. M. Savory (pp. 321—1359). — Leiden : E.J. Brill, 1986. — Vol. 1. — P. 1073—1075. (платн.)
- Bahrām / Canard M. // Encyclopaedia of Islam. 2nd ed :  [англ.] : in 12 vol. / edited by H. A. R. Gibb; J. H. Kramers; E. Lévi-Provençal; J. Schacht; B. Lewis & Ch. Pellat. Assisted by S. M. Stern (pp. 1—330), C. Dumont and R. M. Savory (pp. 321—1359). — Leiden : E.J. Brill, 1986. — Vol. 1. (платн.)
- al-ʿAbbās b. ʿAmr al-Ghanawī / Canard M. // Encyclopaedia of Islam. 2nd ed :  [англ.] : in 12 vol. / edited by H. A. R. Gibb; J. H. Kramers; E. Lévi-Provençal; J. Schacht; B. Lewis & Ch. Pellat. Assisted by S. M. Stern (pp. 1—330), C. Dumont and R. M. Savory (pp. 321—1359). — Leiden : E.J. Brill, 1986. — Vol. 1. (платн.)
- Daʿwa / Canard M. // Encyclopaedia of Islam. 2nd ed :  [англ.] : in 12 vol. / edited by B. Lewis; J. Schacht & Ch. Pellat. Assisted by J. Burton-Page, C. Dumont and V. L. Ménage. — Leiden : E.J. Brill, 1991. — Vol. 2. (платн.)
- D̲h̲u 'l-Himma / Canard M. // Encyclopaedia of Islam. 2nd ed :  [англ.] : in 12 vol. / edited by B. Lewis; J. Schacht & Ch. Pellat. Assisted by J. Burton-Page, C. Dumont and V. L. Ménage. — Leiden : E.J. Brill, 1991. — Vol. 2. — P. 233—239. (платн.)
- Djāsūs / Canard M. // Encyclopaedia of Islam. 2nd ed :  [англ.] : in 12 vol. / edited by B. Lewis; J. Schacht & Ch. Pellat. Assisted by J. Burton-Page, C. Dumont and V. L. Ménage. — Leiden : E.J. Brill, 1991. — Vol. 2. — P. 486—488. (платн.)
- al-D̲j̲annābī / Canard M. // Encyclopaedia of Islam. 2nd ed :  [англ.] : in 12 vol. / edited by B. Lewis; J. Schacht & Ch. Pellat. Assisted by J. Burton-Page, C. Dumont and V. L. Ménage. — Leiden : E.J. Brill, 1991. — Vol. 2. — P. 452—454. (платн.)
- D̲j̲arrāḥids / Canard M. // Encyclopaedia of Islam. 2nd ed :  [англ.] : in 12 vol. / edited by B. Lewis; J. Schacht & Ch. Pellat. Assisted by J. Burton-Page, C. Dumont and V. L. Ménage. — Leiden : E.J. Brill, 1991. — Vol. 2. — P. 482—485. (платн.)
- Fāṭimids / Canard M. // Encyclopaedia of Islam. 2nd ed :  [англ.] : in 12 vol. / edited by B. Lewis; J. Schacht & Ch. Pellat. Assisted by J. Burton-Page, C. Dumont and V. L. Ménage. — Leiden : E.J. Brill, 1991. — Vol. 2. — P. 850—862. (платн.) + 5 статей о халифах и государственных деятелях халифата, включая визирей.
- Ḥamdānids / Canard M. // Encyclopaedia of Islam. 2nd ed :  [англ.] : in 12 vol. / edited by B. Lewis; V. L. Ménage; J. Schacht & Ch. Pellat. Assisted by C. Dumont, E. van Donzel and G. R. Hawting[англ.]. — Leiden : E.J. Brill, 1986. — Vol. 3. — P. 126—131. (платн.) + большая часть статей про представителей династии Хамданидов
- Ibn Faḍlān / Canard M. // Encyclopaedia of Islam. 2nd ed :  [англ.] : in 12 vol. / edited by B. Lewis; V. L. Ménage; J. Schacht & Ch. Pellat. Assisted by C. Dumont, E. van Donzel and G. R. Hawting[англ.]. — Leiden : E.J. Brill, 1986. — Vol. 3. (платн.)
- Ibn Killis / Canard M. // Encyclopaedia of Islam. 2nd ed :  [англ.] : in 12 vol. / edited by B. Lewis; V. L. Ménage; J. Schacht & Ch. Pellat. Assisted by C. Dumont, E. van Donzel and G. R. Hawting[англ.]. — Leiden : E.J. Brill, 1986. — Vol. 3. — P. 840—841. (платн.)
- Ibn Maṣāl / Canard M. // Encyclopaedia of Islam. 2nd ed :  [англ.] : in 12 vol. / edited by B. Lewis; V. L. Ménage; J. Schacht & Ch. Pellat. Assisted by C. Dumont, E. van Donzel and G. R. Hawting[англ.]. — Leiden : E.J. Brill, 1986. — Vol. 3. — P. 868. (платн.)
- Ibn Nubāta / Canard, M. // Encyclopaedia of Islam. 2nd ed :  [англ.] : in 12 vol. / edited by B. Lewis; V. L. Ménage; J. Schacht & Ch. Pellat. Assisted by C. Dumont, E. van Donzel and G. R. Hawting[англ.]. — Leiden : E.J. Brill, 1986. — Vol. 3. — P. 900. (платн.)
- Iḳrīṭis̲h̲ / Canard M. & Mantran R[фр.] // Encyclopaedia of Islam. 2nd ed :  [англ.] : in 12 vol. / edited by B. Lewis; V. L. Ménage; J. Schacht & Ch. Pellat. Assisted by C. Dumont, E. van Donzel and G. R. Hawting[англ.]. — Leiden : E.J. Brill, 1986. — Vol. 3. — P. 1082—1086. (платн.)
- Īsā b. al-S̲h̲ayk̲h̲ / Canard M. // Encyclopaedia of Islam. 2nd ed :  [англ.] : in 12 vol. / edited by C. E. Bosworth; E. van Donzel; B. Lewis & Ch. Pellat. Assisted by C. Dumont, G. R. Hawting[англ.] and Miss M. Paterson. — Leiden : E.J. Brill, 1997. — Vol. 4. — P. 88—91. (платн.)
- Luʾluʾ / Canard M. // Encyclopaedia of Islam. 2nd ed :  [англ.] : in 12 vol. / edited by C. E. Bosworth; E. van Donzel; B. Lewis & Ch. Pellat. Assisted by F. Th. Dijkema and S. Nurit. — Leiden : E.J. Brill, 1986. — Vol. 5. — P. 820. (платн.)
- Статьи об Армении (в соавторстве) и ряде регионов в её составе (единолично).
- Статьи о ряде регионов и поселений Месопотамии, Турции и Палестины.

#### Переводы/Издания текстов
- Vasiliev A. A. Byzance et les Arabe :  [фр.] = Византія и арабы : В двух томах : 1900—1902 : [пер. с рус. дореф.] : en 3 vol. / traduit du russe par Henri Grégoire ; Marius Canard ; Ernst Honigmann. — Bruxelles : Institut de philologie et d‘histoire orientales, 1930—1961. — 1631 p. — (Corpus bruxellense historiae byzantinae ; no. 1, 2:1-2, 3). — OCLC 317457215.
- Recueil de textes relatifs à l'émir Sayf al-Daula le Hamdanide avec annotations :  [фр.] / édité par M. Canard. — Algiers : La Typo-Litho et J. Carbonel ; Paris : P. Geuthner, 1934. — 484 p. — (Bibliotheca Arabica ; vol. VIII). — OCLC 459058648.
- Muhammad ben Yahya as-Suli. Akhbar ar-Radi billah wa‘l-Muttaqi billah :  [фр.] : en 2 vol.. — Algiers : La Typo-Litho et J. Carbonel, 1946—1950. — 407 p. — (Publications de l‘Institut d‘etudes orientales, Faculté des Lettres d‘Alger ; no. X—XI). — OCLC 615133653.
- Kratchkovsky I. J. Avec les manuscrits arabes (Souvenirs sur les livres et les hommes) :  [фр.] = Над арабскими рукописями : Листки воспоминаний о книгах и людях : [пер. с рус.] / traduit du russe par M. Canard. — Algiers : l‘Institut d‘Études Orientales, 1954. — 144 p. — (Publications de l’Institut d’Études Orientales, Faculté des Lettres d’Alger ; no. XIV).
- Aḥmad Ibn-al-ʻAbbās Ibn-Faḍlān. La relation du voyage d‘Ibn Fadlân chez les bulgares de la Volga[фр.] :  [фр.] / traduit du arabe par Marius Canard // Extrait des Annales de l‘Institut d‘Etudes Orientales. — Algiers : l‘Institut d‘Études Orientales, 1958. — P. 41—146. — 146 p. — (Annales de l’Institut d’Études orientales ; no. XVI). — OCLC 604190165.
- Aristakès de Lastiver. Récit des malheurs de la nation arménienne :  [фр.] / traduit du arménienne par Marius Canard ; Haïg Berbérian. — Bruxelles : Éditions de Byzantion, 1973. — XLV, 148 p. — (Bibliothèque de Byzantion (Bruxelles). Ser. 4. L‘Empereur ; no. V). — OCLC 490385893.